# Vítor da Conceição Soares

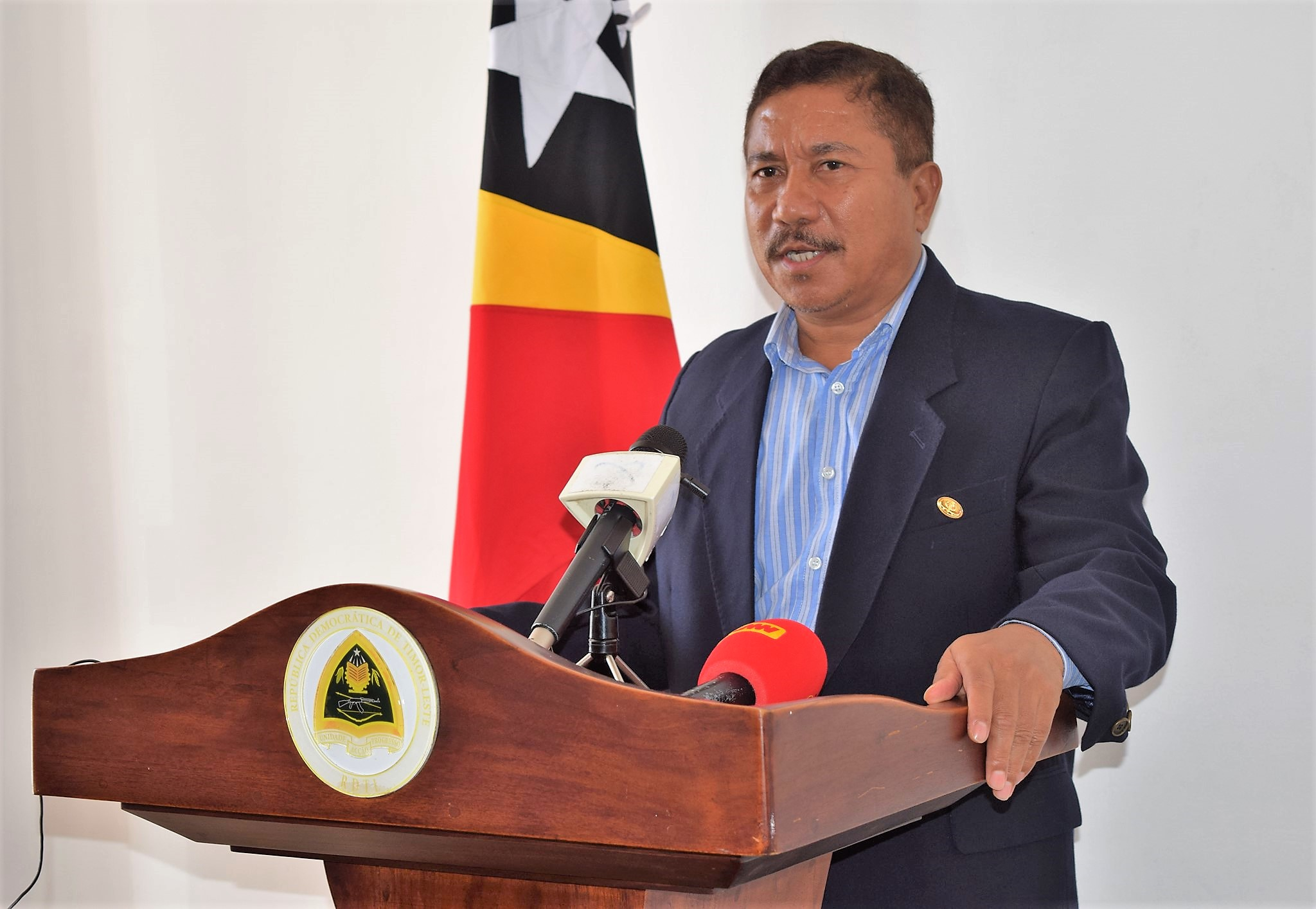
Vítor da Conceição Soares (2020)

Vítor da Conceição Soares, auch Victor da Conceição Soares ist ein osttimoresischer Hochschullehrer und Politiker. Er hat einen Master-Abschluss und ist Mitglied der FRETILIN.
Soares war bereits um 2001 Assistent-Dekan der Fakultät für technisches Ingenieurwesen an der Universidade Nasionál Timór Lorosa'e (UNTL). 2006 folgte er Inácio Moreira als Dekan. Das Amt hatte er mindestens bis 2010 inne.
Vom 14. Juli 2006 bis zum 8. August 2007 war Soares parallel dazu Vizeminister für Technische und höhere Bildung unter den Premierministern José Ramos-Horta und Estanislau da Silva.
Später wurde er Berater bei der Academia de Café de Timor-Leste (ACTL).
Mit dem Wechsel in der Regierungskoalition und der Aufnahme der FRETILIN in die VIII. Regierung wurde Soares am 29. Mai 2020 zum Minister für Erdöl und Mineralien MPM vereidigt. Das Ministeramt hatte er bis zum Ende der Legislaturperiode am 30. Juni 2023 inne.